# Ahmed Waseem Razeek
Ahmed Waseem Razeek (Berlino, 13 settembre 1994) è un calciatore singalese con cittadinanza tedesca, attaccante dell'Eastern District e della nazionale singalese.

## Carriera

### Club
Ha giocato in varie squadre tra la seconda e la quarta divisione tedesca, oltre che nella prima divisione singalese.

### Nazionale
Nel 2019 ha esordito con la nazionale singalese.

## Statistiche

### Presenze e reti nei club
Statistiche aggiornate al 25 ottobre 2021.
| Stagione                | Squadra                 | Campionato              | Campionato | Campionato | Coppe nazionali | Coppe nazionali | Coppe nazionali | Coppe continentali | Coppe continentali | Coppe continentali | Altre coppe | Altre coppe | Altre coppe | Totale | Totale |
| Stagione                | Squadra                 | Comp                    | Pres       | Reti       | Comp            | Pres            | Reti            | Comp               | Pres               | Reti               | Comp        | Pres        | Reti        | Pres   | Reti   |
| ----------------------- | ----------------------- | ----------------------- | ---------- | ---------- | --------------- | --------------- | --------------- | ------------------ | ------------------ | ------------------ | ----------- | ----------- | ----------- | ------ | ------ |
| 2012-2013               | Union Berlino II        | RL                      | 6          | 1          |                 | -               | -               |                    | -                  | -                  |             | -           | -           | 6      | 1      |
| 2013-2014               | Union Berlino II        | RL                      | 6          | 1          |                 | -               | -               |                    | -                  | -                  |             | -           | -           | 6      | 1      |
| 2014-2015               | Union Berlino II        | RL                      | 22         | 7          |                 | -               | -               |                    | -                  | -                  |             | -           | -           | 22     | 7      |
| Totale Union Berlino II | Totale Union Berlino II | Totale Union Berlino II | 34         | 9          |                 | -               | -               |                    | -                  | -                  |             | -           | -           | 34     | 9      |
| 2013-2014               | Union Berlino           | 2L                      | 1          | 0          | CG              | 0               | 0               |                    | -                  | -                  |             | -           | -           | 1      | 0      |
| 2015-2016               | Magdeburgo              | 3L                      | 23         | 2          |                 | -               | -               |                    | -                  | -                  |             | -           | -           | 23     | 2      |
| 2016-2017               | Magdeburgo              | 3L                      | 13         | 2          | CG              | 0               | 0               |                    | -                  | -                  |             | -           | -           | 13     | 2      |
| Totale Magdeburgo       | Totale Magdeburgo       | Totale Magdeburgo       | 36         | 4          |                 | 0               | 0               |                    | -                  | -                  |             | -           | -           | 36     | 4      |
| 2017-2018               | Rot-Weiß Erfurt         | 3L                      | 29         | 3          | CG              | 1               | 0               |                    | -                  | -                  |             | -           | -           | 30     | 3      |
| 2019-2020               | Berliner AK 07          | RL                      | 12         | 2          |                 | -               | -               |                    | -                  | -                  |             | -           | -           | 12     | 2      |
| 2021                    | Up Country Lions        | SL                      | ?          | ?          | -               | -               | -               |                    | -                  | -                  |             | -           | -           | ?      | ?      |
| mar.-giu. 2022          | Gokulam Kerala          | IL                      | 6          | 1          | -               | -               | -               | AFC Cup            | 0                  | 0                  | DC          | -           | -           | 6      | 1      |
| Totale carriera         | Totale carriera         | Totale carriera         | 118        | 19         |                 | 1               | 0               |                    | -                  | -                  |             | -           | -           | 119    | 19     |

### Cronologia presenze e reti in nazionale
| Cronologia completa delle presenze e delle reti in nazionale ― Sri Lanka | Cronologia completa delle presenze e delle reti in nazionale ― Sri Lanka | Cronologia completa delle presenze e delle reti in nazionale ― Sri Lanka | Cronologia completa delle presenze e delle reti in nazionale ― Sri Lanka | Cronologia completa delle presenze e delle reti in nazionale ― Sri Lanka | Cronologia completa delle presenze e delle reti in nazionale ― Sri Lanka | Cronologia completa delle presenze e delle reti in nazionale ― Sri Lanka | Cronologia completa delle presenze e delle reti in nazionale ― Sri Lanka |
| Data                                                                     | Città                                                                    | In casa                                                                  | Risultato                                                                | Ospiti                                                                   | Competizione                                                             | Reti                                                                     | Note                                                                     |
| ------------------------------------------------------------------------ | ------------------------------------------------------------------------ | ------------------------------------------------------------------------ | ------------------------------------------------------------------------ | ------------------------------------------------------------------------ | ------------------------------------------------------------------------ | ------------------------------------------------------------------------ | ------------------------------------------------------------------------ |
| 19-11-2019                                                               | Aşgabat                                                                  | Turkmenistan                                                             | 2 – 0                                                                    | Sri Lanka                                                                | Qual. Mondiali 2022                                                      | -                                                                        | 88’                                                                      |
| 17-1-2020                                                                | Dacca                                                                    | Palestina                                                                | 2 – 0                                                                    | Sri Lanka                                                                | Amichevole                                                               | -                                                                        |                                                                          |
| 19-1-2020                                                                | Dacca                                                                    | Bangladesh                                                               | 3 – 0                                                                    | Sri Lanka                                                                | Amichevole                                                               | -                                                                        |                                                                          |
| 5-6-2021                                                                 | Goyang                                                                   | Libano                                                                   | 3 – 2                                                                    | Sri Lanka                                                                | Qual. Mondiali 2022                                                      | 2                                                                        |                                                                          |
| 9-6-2021                                                                 | Goyang                                                                   | Corea del Sud                                                            | 5 – 0                                                                    | Sri Lanka                                                                | Qual. Mondiali 2022                                                      | -                                                                        |                                                                          |
| 1-10-2021                                                                | Malé                                                                     | Sri Lanka                                                                | 0 – 1                                                                    | Bangladesh                                                               | SAFF Championship 2021 - 1º turno                                        | -                                                                        |                                                                          |
| 4-10-2021                                                                | Malé                                                                     | Sri Lanka                                                                | 2 – 3                                                                    | Nepal                                                                    | SAFF Championship 2021 - 1º turno                                        | -                                                                        | 88’                                                                      |
| 7-10-2021                                                                | Malé                                                                     | India                                                                    | 0 – 0                                                                    | Sri Lanka                                                                | SAFF Championship 2021 - 1º turno                                        | -                                                                        | 82’                                                                      |
| 10-10-2021                                                               | Malé                                                                     | Maldive                                                                  | 1 – 0                                                                    | Sri Lanka                                                                | SAFF Championship 2021 - 1º turno                                        | -                                                                        | 75’                                                                      |
| 9-11-2021                                                                | Colombo                                                                  | Sri Lanka                                                                | 4 – 4                                                                    | Maldive                                                                  | Four Nations Football Tournament 2021 - Fase a gironi                    | 4                                                                        |                                                                          |
| 13-11-2021                                                               | Colombo                                                                  | Sri Lanka                                                                | 0 – 1                                                                    | Seychelles                                                               | Four Nations Football Tournament 2021 - Fase a gironi                    | -                                                                        |                                                                          |
| 16-11-2021                                                               | Colombo                                                                  | Sri Lanka                                                                | 2 – 1                                                                    | Bangladesh                                                               | Four Nations Football Tournament 2021 - Fase a gironi                    | 2                                                                        |                                                                          |
| 19-11-2021                                                               | Colombo                                                                  | Sri Lanka                                                                | 3 – 3 dts (1 - 3 dtr)                                                    | Seychelles                                                               | Four Nations Football Tournament 2021 - Finale                           | 1                                                                        |                                                                          |
| Totale                                                                   |                                                                          | Presenze                                                                 | 13                                                                       |                                                                          | Reti                                                                     | 9                                                                        |                                                                          |

## Palmarès

### Club

#### Competizioni nazionali
- I-League: 1

Gokulam Kerala: 2021-2022